# Turdetanos

Localização do território turdetano na península Ibérica

Ethnographic Iberia 200 BCE-es

Turdetanos (em latim: turdetani) eram um povo ibero da Bética que habitava a Turdetânia, região a oriente do rio Guadiana e junto ao curso médio e inferior do rio Guadalquivir, do Algarve em Portugal até à Serra Morena, coincidindo com os territórios da antiga civilização de Tartesso.
Segundo Estrabão, os turdetanos, principalmente os que viviam ao longo do  rio Bétis, tinham adoptado o modo de vida romano e não se lembravam mais da própria língua.

## Origem
Tartesso tivera uma grande influência grega, que supostamente conduziu ao desaparecimento da sua monarquia às mãos dos feio-púnicos como vingança pelo seu apoio aos focenses após a batalha de Alália no século VI a.C. Desse desaparecimento surgiu uma nova civilização que, descendente de Tartesso, adaptou-se às novas condições geopolíticas da sua época.
Perdida a ligação comercial e cultural que Tartesso mantinha com os gregos, a Turdetânia ficou sob influência cartaginesa, embora desenvolvesse uma evolução própria da cultura anterior, de modo que a população turdetana sabia-se descendente dos antigos tartésios e, à chegada dos romanos, ainda mantinha as suas senhas de identidade próprias. Daí que Estrabo assinalara nas suas crônicas:

…são considerados os mais cultos dos iberos, pois conhecem a escrita e, segundo as suas tradições ancestrais, até mesmo têm crônicas históricas, poemas e leis em verso que eles dizem de seis mil anos de antiguidade.— Estrabão, III 1,6.

## Cultura

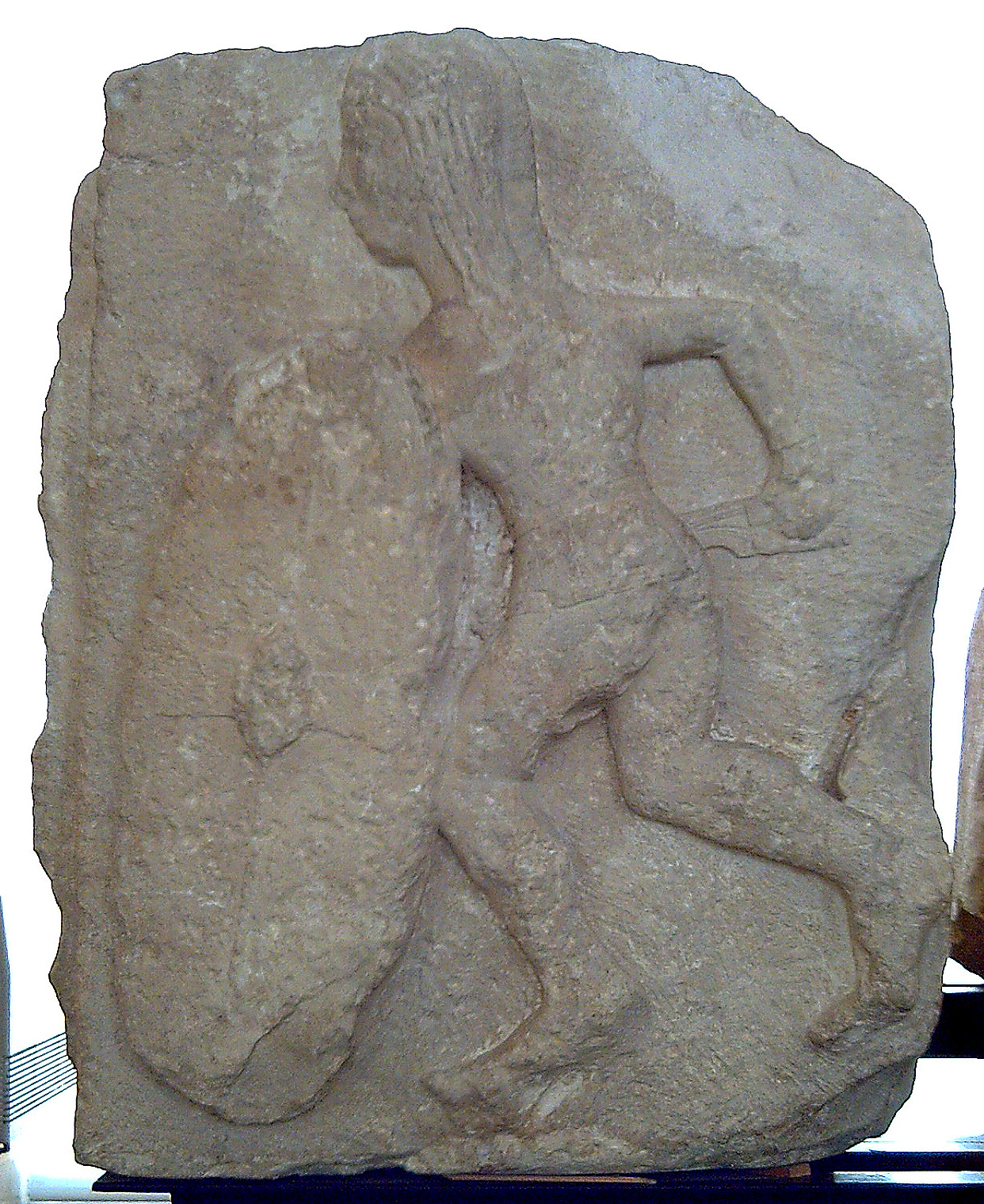
Releve de Osuna

Descendentes históricos dos Tartesso, tinham uma personalidade própria dentro da cultura dos iberos. Esta caracterizava-se por um tipo de cerâmica, pintada e com decoração geométrica, escultura animalística que à época romana continuou-se com figuração humana. Na necrópole de Osuna, Sevilha, encontram-se algumas das amostras mais representativas.
Embora haja bastantes escavações nesta zona, estas são mais centradas na procura de restos tartésios que nos turdetanos.
Tinham características que os diferenciavam dos demais povos iberos. Tinham uma língua própria, derivada da língua tartésia, e um alfabeto próprio, sendo o único que não tinha adotado o dos iberos. A outra diferença fundamental são as particularidades nas necrópoles e enterramentos.

### Economia
Era o povo mais civilizado da península Ibérica à chegada dos romanos. Sua próspera economia foi gabada por Estrabo, quem afirmava que os Turdetanos eram os mais cultos dos iberos.
A mineração seria um dos seus recursos mais importantes. Em Huelva encontraram-se as minas mais importantes, e pelos produtos manufaturados associados a elas, acredita-se que já teriam sido exploradas antes da chegada dos romanos. Havia toda uma indústria associada às minas, situadas onde anteriormente encontravam-se as fábricas tartésias. Essas fábricas encontravam-se num triângulo formado pelas atuais Huelva, Cádis e Sevilha. Encontraram-se diferentes escoriais que mostram que o sistema de exploração não teve significativas mudanças desde antes da chegada dos fenícios. Essas minas foram bem estudadas por alguns historiadores, como Antonio Blanco Freijeiro ou Rothenberg. Os minerais extraídos são prata e cobre, tornando-se sobretudo a prata no principal material explorado, culminando na chegada de Roma. Em relação à propriedade das minas, Diodoro afirmava que estas eram de particulares até a chegada de Roma.
Segundo Estrabão, a agricultura era muito importante e variada. Segundo Varrão, esses já conheciam o arado e o trilho antes da chegada de Roma, por influência de Cartago. Cultivavam cereais, oliveiras e videiras.
Em relação à pecuária, é sabido que criavam bois, ovelhas, e cavalos. Conhece-se o filhote de ovelhas pela indústria têxtil associada, como amostra a grande quantidade de fusaiolas e pesas de tear encontradas em alguns túmulos.
O que os romanos chamavam garo era fabricado em toda a costa mediterrânea; tratava-se de um molho feito com tripas de peixes em salmoura, que posteriormente se comercializaria por todo o império a muito alto preço. Também houve outro tipo de indústrias relacionadas à pesca, conserveiras e salgados, sendo muito importantes na zona do Estreito de Gibraltar.
O comércio interior, o comércio inter-regional e o comércio exterior foi muito importante para a sua economia. Há poucos dados dos dois primeiros, pois é possível que fossem produtos naturais perecíveis ou manufaturados similares aos dos demais povos.

### Sociedade
À queda de Tartesso, o poder monárquico desagregou-se e surgiram pequenos reis. É difícil seguir essa monarquia até a chegada de Roma. Sabe-se que houve diferentes alianças entre cidades. Os historiadores da época nomeiam os reis que tiveram algum tipo de relação nas guerras Púnicas, como a Culchas. Apesar disto, acredita-se que os turdetanos bem como o restante dos povos iberos tinham um caráter pacífico.
É provável que existisse uma vida urbana importante neste povo, vendo a grande quantidade de cidades que continha, mais que em nenhum outro povo pré-romano da península.
Há evidências da existência não de escravos mas de uma servidão comunitária, explorados por uma classe dominante. É possível que esses servos se dedicassem às tarefas agrícolas e mineiras. O poder político era baseado no poder militar, exércitos de mercenários segundo algumas referências. Constatou-se a existência de uma elite que vivia luxuosamente graças aos recursos mineiros e às riquezas naturais desta região.

### Religião
Há poucas fontes dos autores clássicos, e pouca documentação arqueológica. Ainda não se estabeleceu uma relação clara entre elementos simbólicos plasmados na sua cerâmica, por exemplo, onde mostram todo tipo de figuração e seres fantásticos, e a sua religião.
Há divindades de finais da Idade do bronze que se vão assimilando com os deuses trazidos de fora pelos fenícios e cartagineses nas diferentes colonizações. Estrabão fala do santuário fenício dedicado a [[Melcarte]-Hércules em Gadir, outro dedicado a Tanit e um oráculo dedicado a Menesteio. Encontraram-se em diferentes cavernas de Serra Morena grande série de oferendas votivas, sobretudo pequenas esculturas de bronze. Isso pode significar a existência de diferentes santuários na zona, pois se encontram em sítios elevados, mas de fácil acessibilidade.

#### Ritual Funerário

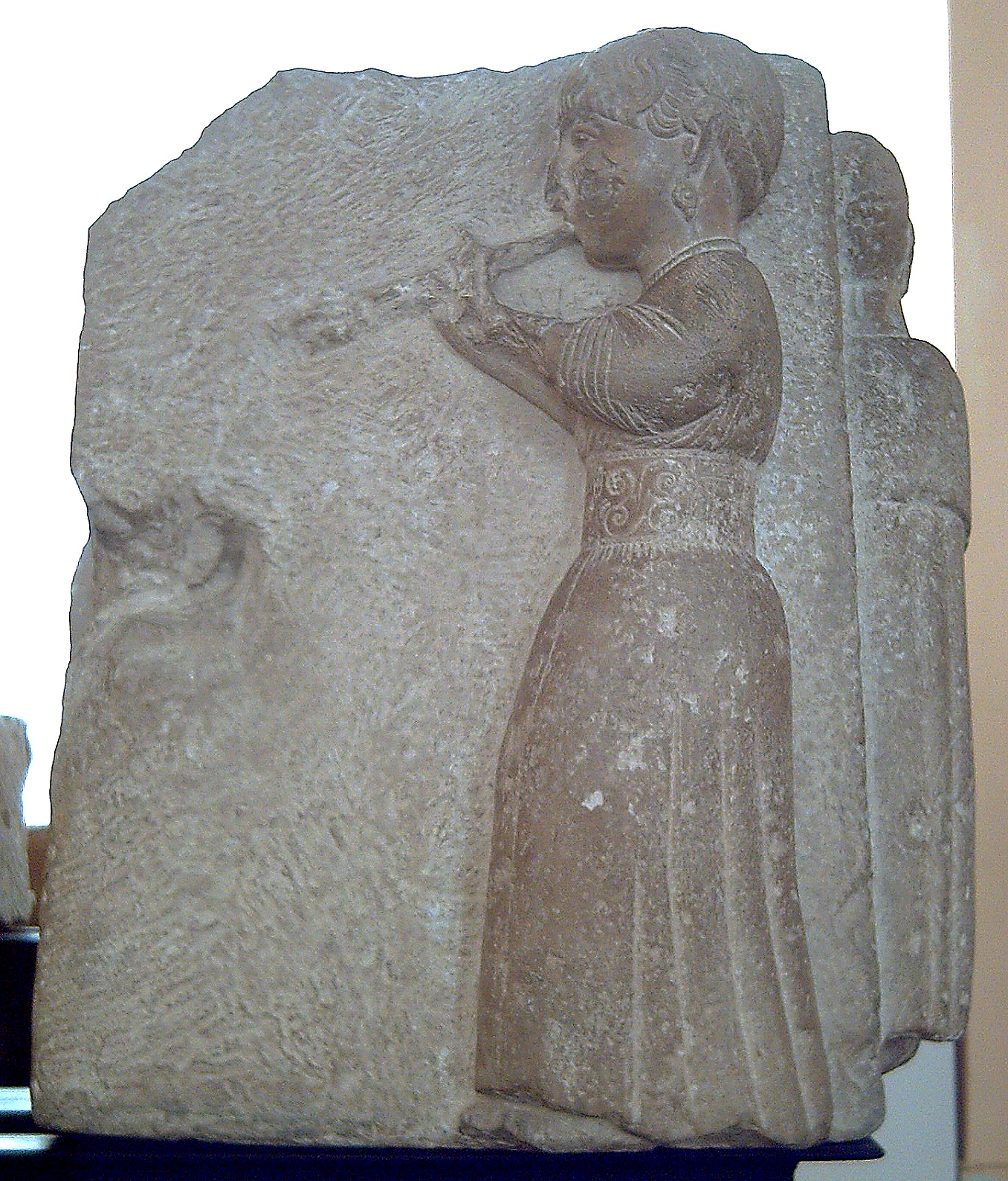
Osuna: Figura feminina

Encontraram-se poucas necrópoles na Turdetânia, se compararmos com o alto número de centros urbanos. Essa desproporcionalidade é mostrada por alguns historiadores como prova de na última etapa da sua cultura ter-se separado dos costumes iberos e acercado aos costumes funerários de raízes indo-europeias de povos do interior, que deixavam poucos dados dos seus enterramentos. É esta uma das particularidades que os diferençam do restante dos povos iberos.
O ritual funerário encontrado em diferentes necrópoles baseia-se na incineração, embora ao não poderem conseguir temperaturas altas, seria mais preciso considerá-lo cremação, pois o cadáver não ficava reduzido totalmente a cinzas. Os mortos eram queimados com os seus vestidos e objetos pessoais. Têm-se descrito dois tipos diferentes de cremação, uma cremação primária, onde os cadáveres eram queimados na própria tumba onde seriam enterrados, e cremação secundária, onde o queimadeiro era comum a várias tumbas, os restos eram recolhidos e depositados numa urna. Esses últimos são enterrados com recipientes com ervas aromáticas, enxovais que não cabiam na urna, e oferendas de alimentos.
Encontrou-se uma série de esculturas associadas a ritos funerários. Há cronologia antiga, do século V a.C., e acredita-se que podiam representar a classe alta. Também se encontraram diversas estelas com animais mitológicos em Osuna, de cronologia muito mais recente, do século I a.C.
As necrópoles e as esculturas acredita-se que têm mais relação com a aculturação fenícia e a cartaginesa e posteriormente a romana, do que com as tradições funerárias autóctones turdetanas.

## História
Em 237 a.C., Amílcar Barca desembarca na velha colônia fenícia de Gadir com o propósito de se apropriar das riquezas mineiras da Ibéria. Isso, apesar da tradição de comércio com os cartagineses que até então existira na Turdetânia, implicou o confronto aberto entre Cartago e várias cidades da Turdetânia, especialmente as do interior. Os régulos turdetanos opuseram-se ao avanço cartaginês pelo vale do Guadalquivir com a ajuda dos mercenários celtiberos, mas apesar disso, Amílcar conseguiu o seu propósito de controlar as zonas mineiras de Serra Morena. Dos textos de cronistas clássicos como Diodoro deduz-se que a forte influência cartaginense na Turdetânia e o pouco ímpeto expansionista de Amílcar para além dos seus interesses econômicos impediu que o confronto fosse maior.
Por outro lado, os reis turdetanos careciam de uma organização global capaz de se enfrentar à potência militar cartaginesa, pelo qual os exércitos dos reis Istolácio e Indortes, cuja resistência foi maior, foram depressa derrotados e desmantelados ou assimilados às forças de Cartago. Posteriormente, os caudilhos cartagineses empreenderam a marcha para o levante peninsular para fundar "Akra-Leuke", que seria a sua primeira base permanente de operações na Península Ibérica e que posteriormente se converteu na Lucento romana.
Desde 197 a.C., quase todos os povos da Hispânia tinham-se rebelado contra a presença romana e as suas despóticas maneiras. Em 195 a.C., Marco Pórcio Catão entrava na Hispânia com o seu exército consular para esmagar as revoltas. Após uma triunfal campanha, Catão conduziu as suas tropas a Serra Morena, onde os turdetanos tinham as suas minas. Apesar de estes contratarem mercenários celtiberos para combater os romanos, os tribunos emissários de Catão convenceram ou coagiram os celtiberos para que se retirassem às suas terras sem apresentar batalha. Após perder o apoio militar celtibero, os turdetanos foram derrotados em Ilíturgis, atualmente conhecida como o cerro de Máquiz, em Mengíbar (província de Xaém).
Esta derrota significou a perda das suas posses mineiras, o que obrigou os turdetanos a permanecer no vale do Guadalquivir, dedicando-se à agricultura e a pecuária. Por sua vez, Catão regressou a norte atravessando a Celtiberia com o fim de amedrontar os celtiberos e impedir futuros levantamentos, embora a partir de 193 a.C., as rebeliões seriam habituais.

## Principais cidades
| - Abra / Torredonjimeno - Acinipo / Ronda la Vieja - Assido / Medina-Sidonia - Asta / perto de Trebujena - Ástigis / Écija - Aurgi / Xaém - Baesuri / Castro Marín - Baleia / Ribera del Fresno |  | - Balsa / Tavira - Bora / Las Casillas - Cetóbriga / Setúbal - Calento / Cazalla de la Sierra - Carisa / Espera - Carmo / Carmona - Cástulo / Linares / Torreblascopedro - Córduba / Córdova |  | - Híspalis / Sevilha - Ilipa / Alcalá del Río - Ilipla / Niebla - Ilturir / Atarfe - Ipolca / Porcuna - Iptucos / Paterna del Campo - Mírtilis / Mértola |  | - Onuba / Huelva - Oripo / Dos Hermanas - Ossonoba / Faro - Óstipo / Estepa - Pésula / Salteras - Salácia / Alcácer do Sal - Tuci / Martos - Urso / Osuna - Odisseia / Cerrón de Dalias |